# Erebia laeta
Erebia laeta är en fjärilsart som beskrevs av Otto Staudinger 1881. Erebia laeta ingår i släktet Erebia och familjen praktfjärilar. Inga underarter finns listade i Catalogue of Life.